# Chocolate blanco

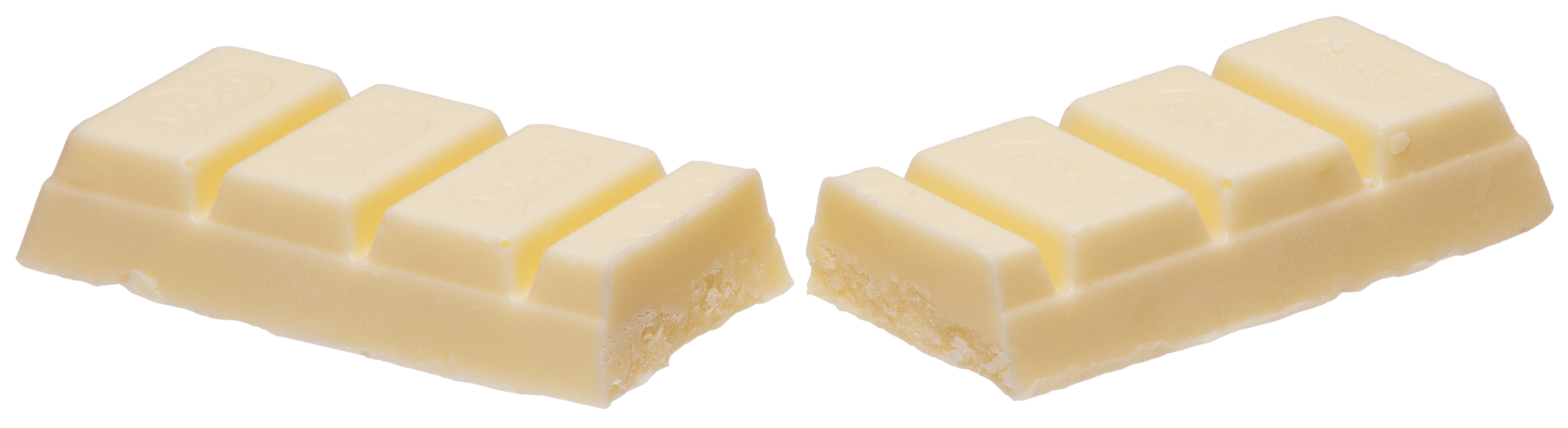
Tableta de chocolate blanco compuesto con sólidos de leche, azúcar y manteca vegetal

El chocolate blanco es un alimento que se elabora con manteca de cacao, azúcar y sólidos de leche. Tiene una apariencia de color amarillo o marfil pálido. Algunos consideran que no es chocolate, porque a pesar de tener un alto contenido de manteca de cacao, no lleva sólidos de cacao.

## Historia
El conocido como chocolate blanco es un compuesto realizado con manteca de cacao, con aromatizantes y saborizantes. En realidad no existe un chocolate blanco que sea naturalmente sacado del cacao con estas características del color, sino que debe su sabor, textura y color en gran parte a la manteca de cacao, que es su principal ingrediente. 
El primer registro documentado de la elaboración de chocolate blanco data de 18 de junio de 1923, según patente española 85.763 obtenida por Santiago Gil Morillas, que tenía una fábrica establecida en Guadalajara, España, con una comercialización exclusivamente española. Así, el invento del chocolate blanco se produjo 13 años antes que el supuesto primer chocolate blanco creado en Suiza. El producto era reconocible porque en su envoltorio, junto con la marca, figuraba el inconfundible pero que se podía ver en casi todos los dibujos del conocido humorista y dibujante de la época Joaquín Xaudaró. Todos estos datos pueden atestiguar que Santiago Gil Morillas fue el inventor del chocolate blanco.
Años más tarde, el chocolate blanco fue introducido por primera vez en Suiza después de la Primera Guerra Mundial. El primero fue comercializado en 1936 por la compañía Nestlé en forma de una barrita llamada Galak, conocida también como Milkybar, con la idea original de utilizar el exceso de manteca de cacao. En 1948, fue introducido al mercado estadounidense por Nestlé, como barra de chocolate "Alpine White".

## Composición y regulación
El chocolate blanco se compone de manteca de cacao. A menudo la manteca se procesa para eliminar su sabor fuerte no deseado, que afectaría negativamente al producto final. Las regulaciones locales determinan qué mezclas pueden comercializarse como «chocolate blanco»:

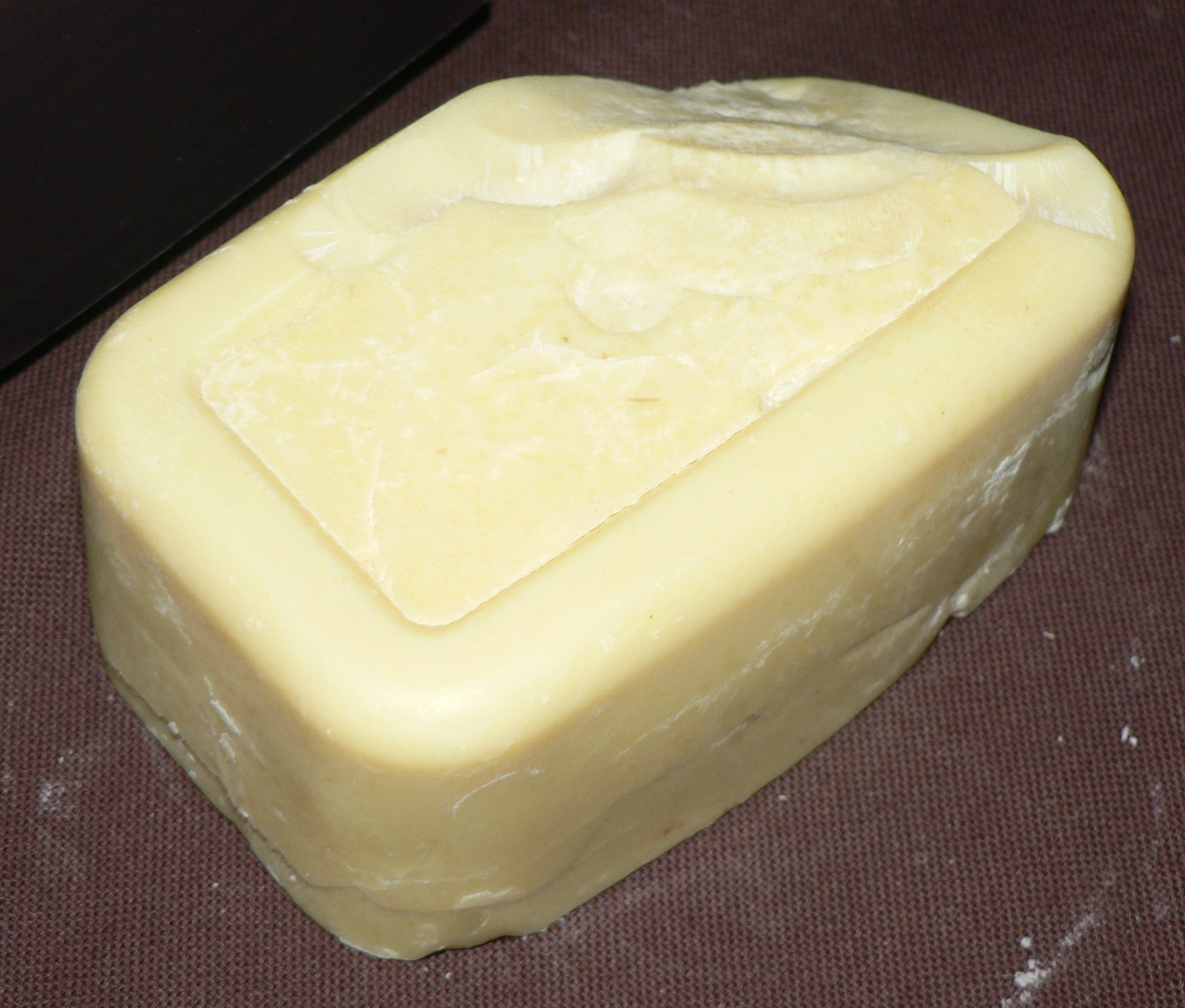
Manteca de cacao. El denominado chocolate blanco debe contener un mínimo del 20 % de manteca de cacao (en peso), al menos un 14 % de sólidos lácteos, un 3,5 % de grasa de leche y un 55 % como máximo de azúcar u otros edulcorantes

- En los Estados Unidos, desde 2004, el chocolate blanco debe contener un mínimo del 20% de manteca de cacao (en peso), al menos un 14% de sólidos lácteos, un 3,5% de grasa de leche y un 55% como máximo de azúcar u otros edulcorantes.[6] Antes de esta fecha, las marcas debían obtener permisos temporales de comercialización para vender chocolate blanco.
- En la Unión Europea se ha adoptado los mismos estándares, con la excepción de que no hay límites fijados para los edulcorantes y el azúcar.[1]

Aunque el chocolate blanco se elabora de la misma forma que el chocolate con leche y el negro: no lleva pasta, licor ni sólidos de cacao. Algunos preparados para baños de pastelería se elaboran a partir de grasas baratas sólidas, vegetales hidrogenadas y animales, y por tanto no están derivadas del cacao. Estos preparados pueden tener color blanco (a diferencia del tono marfil del chocolate blanco) y carecen del sabor de la manteca de cacao.
Como no contiene sólidos de cacao que le dan el color pardo característico, este producto es mucho más dulce que el chocolate con leche y no posee regusto amargo (en contraposición con el chocolate negro cuyo amargor es notable).
El punto de fusión de la manteca de cacao es lo suficientemente elevado para mantener el chocolate blanco sólido a temperatura ambiente, pero lo suficientemente bajo como para hacer que se funda en la boca.

## Efectos en la salud
Debido a que no contiene sólidos de cacao, el chocolate blanco apenas contiene trazas de teobromina. Esto significa que el chocolate blanco puede ser consumido por aquellos que deben evitarla por motivos médicos. En contraste con el chocolate blanco, el negro contiene una mayor cantidad de esta sustancia. El chocolate blanco solo contiene trazas de la cafeína presente en los sólidos de cacao.

## Uso en repostería
Puede resultar difícil trabajar con el chocolate blanco. Cuando se funde, la manteca de cacao puede separarse y crear un compuesto oleoso que puede ser recuperado mediante emulsión. Este puede realizarse fundiendo una pequeña cantidad de manteca o chocolate y batiendo la mezcla. Como con el chocolate, tan pronto como se añade algo de agua en el producto fundido este se vuelve grumoso y granuloso. De nuevo, puede recuperarse emulsionando.
De igual forma que con el chocolate oscuro, el chocolate blanco puede comprarse en tabletas grandes o pequeñas, pero a menudo es difícil trabajar con ellas al tener que cortarlas con un cuchillo y terminar obteniendo porciones irregulares. Existen presentaciones en pastillas para mayor comodidad.
El chocolate blanco puede usarse para decorar dulces de chocolate negro o con leche, o para cualquier otra cosa que se emplee el chocolate. El dulce de azúcar (fudge) de vainilla se comercializa también como fudge de chocolate blanco.

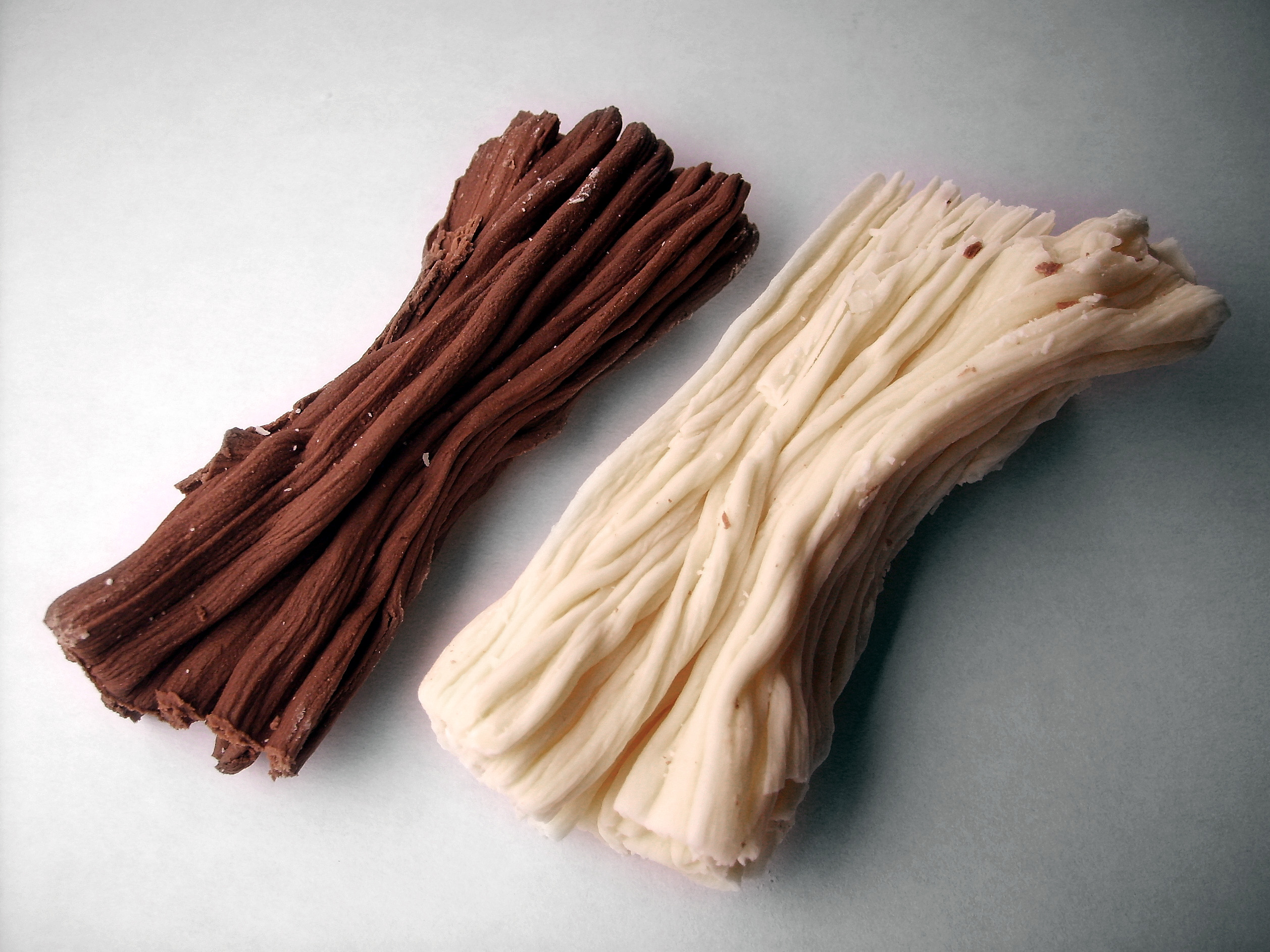
Leñas de chocolate con pasta de cacao (marrón) y con manteca de cacao (blanco).